# پیروزی تاکتیکی
پیروزی تاکتیکی (انگلیسی: Tactical victory) عنوان یک دستاورد موفق و منجر به حصول نتیجه موفقیت‌آمیز در یک عملیات مشخص است و همچنین به باور اغلب متخصصان جنگی، هرگونه عملیاتی که منجر به فرار از شکست در صحنهٔ مبارزه گردد، می‌تواند مثال بارز پیروزی تاکتیکی باشد.